# Famille van den Gheyn
La famille van den Gheyn, est une famille des anciens Pays-Bas, qui a produit depuis le XVIe siècle durant dix générations des fondeurs de cloches, des carrillonneurs, organistes et clavecinistes.
À cette famille appartiennent:
- Matthias van den Gheyn, compositeur, organiste et claveciniste.
- André van den Gheyn, fondeur de cloches.